# Голубка Петро Олександрович
Петро́ Олекса́ндрович Голу́бка (нар. 9 травня 1989, Вигода, Івано-Франківська область) — український шахіст, гросмейстер (2020).

Чемпіон України 2017 року.

Його рейтинг станом на лютий 2024 року — 2371 (1524-те місце у світі, 58-ме — в Україні).
Закінчив Львівський державний університет фізичної культури.
Станом на 27.05.2023 року Петро Голубка значиться у списку осіб, які не повернулися в Україну, порушивши  взяті зобов'язання щодо термінів повернення на територію України після закінчення спортивного заходу.

## Досягнення
• чемпіон України серед юнаків до 12 років зі швидких шахів (2001);

• чемпіон Івано-Франківської області з шахів (2005);

• дворазовий чемпіон Києва з блискавичних шахів (2010, 2012);

• бронзовий призер чемпіонату Києва з класичних шахів (2008);

• переможець міжнародних турнірів — «Visma chess» (Векше, Швеція, 2015), «Goteborg Open» (Гетеборг, Швеція, 2017), «Меморіал Реміуша Боболовіча» зі швидких шахів (Краків, Польща, 2017); 

• Чемпіон України 2017 року.

## Результати виступів у чемпіонатах України
Петро Голубка зіграв у 7-ми фінальних турнірах чемпіонатів України, набравши при цьому 34 очка з 65 можливих (+21-18=26).
| Рік  | Місто       | Турнір                 | + | − | = | Результат | Місце |
| ---- | ----------- | ---------------------- | - | - | - | --------- | ----- |
| 2003 | Сімферополь | 72-й чемпіонат України | 1 | 4 | 4 | 3 з 9     | 89    |
| 2009 | Алушта      | 78-й чемпіонат України | 4 | 0 | 5 | 6½ з 9    | 6     |
| 2010 | Алушта      | 79-й чемпіонат України | 4 | 2 | 3 | 5½ з 9    | 22    |
| 2017 | Житомир     | 86-й чемпіонат України | 5 | 0 | 6 | 8 з 11    | Gold  |
| 2018 | Київ        | 87-й чемпіонат України | 2 | 3 | 4 | 4 з 9     | 8     |
| 2019 | Луцьк       | 88-й чемпіонат України | 1 | 5 | 3 | 2½ з 9    | 10    |
| 2020 | Омельник    | 89-й чемпіонат України | 4 | 4 | 1 | 4½ з 9    | 22    |

## Зміни рейтингу
| На цьому місці має відображатися графік чи діаграма, однак з технічних причин його відображення наразі вимкнено. Будь ласка, не видаляйте код, який викликає це повідомлення. Розробники вже працюють для того, щоби відновити штатне функціонування цього графіка або діаграми. | |
| | На цьому місці має відображатися графік чи діаграма, однак з технічних причин його відображення наразі вимкнено. Будь ласка, не видаляйте код, який викликає це повідомлення. Розробники вже працюють для того, щоби відновити штатне функціонування цього графіка або діаграми. |